# Wilhelm I de la Roche
Wilhelm I de la Roche – władca Księstwa Aten w latach 1280 – 1287. Brat Jana I de la Roche.
Był pierwszym władcą, który oficjalnie używał tytułu Księcia Aten. Rezydował w Tebach. Dzięki małżeństwu z Heleną Angeliną Dukainą Komneną, córką panującego w Tesalii sebastokratora Jana I Angelosa, poszerzył swój stan posiadania o twierdze Gravię, Siderokastron, Gardiki, oraz Zetunion. W 1285 roku został bailifem i namiestnikiem Księstwa Achai. Wzniósł zamek Dimatra, żeby bronić Messenii przeciw Bizantyńczykom. Był jednym z najpotężniejszych baronów w łacińskiej Grecji.
Wilhelm zmarł w 1287 roku. Księstwo odziedziczył po nim małoletni Gwido II de la Roche.